# (20012) Ranke
(20012) Ranke is een planetoïde uit de hoofdgordel, die op 13 september 1991 door de Duitse astronomen Freimut Börngen en Lutz D. Schmadel werd ontdekt.
De planetoïde werd vernoemd naar de Duitse historicus Leopold von Ranke, die van 1825 tot 1871 professor geschiedenis in Berlijn was.